# Лейва, Лукас
Лу́кас Пецци́ни Ле́йва (порт.-браз. Lucas Pezzini Leiva; род. 9 января 1987, Дорадус, Мату-Гросу-ду-Сул) — бразильский футболист, игравший на позиции полузащитника. В Бразилии на его футболке обычно указывали имя Лукас, но в предсезонном матче «Ливерпуля» против «Порстмута» он вышел под именем Лейва. Кроме бразильского паспорта у Лукаса есть также итальянский. Его дядей является известный полузащитник мадридского «Атлетико» и сборной Бразилии 1970-х годов Лейвинья.

## Карьера

### Клубная
Лукас начал свою карьеру в «Гремио», которому уже в первый свой сезон помог добиться права выступать в высшем дивизионе чемпионата Бразилии. В следующий год его клуб выиграл Лигу Гаушу и занял третье место в чемпионате Бразилии, а сам Лукас получил почётную награду от журнала Placar, которой до него удостаивались такие игроки, как Зико, Фалькао, Карека, Ромарио, Кака и Тевес, — его признали Лучшим игроком года в Бразилии. В октябре 2006 года он был впервые вызван на матчи первой сборной Бразилии.

#### «Ливерпуль»
Его выступления в 2006 году привлекли внимание многих известных европейских клубов, в частности «Палермо», «Интера», «Ювентуса», «Атлетико Мадрид» и «Барселоны». 13 мая 2007 года «Ливерпуль» сообщил о том, что Лукас присоединится к мерсисайдскому клубу перед сезоном 2007/08 года. Между этими двумя датами Лукас успел принять в составе «Гремио» участие в финале Кубка Либертадорес, в котором его команда уступила аргентинской «Боке Хуниорс».
26 июля 2007 года Лукас был официально представлен в качестве игрока «Ливерпуля» и на следующий день дебютировал в новой команде в финальном матче товарищеского турнира в Гонконге, в котором Красные уступили «Портсмуту». В свой первый сезон в «Ливерпуле» Лукас сумел провести 18 матчей в Премьер-лиге, чему поспособствовал уход другого центрального полузащитника Момо Сиссоко.
3 мая 2009 года Лукас забил свой первый гол в Премьер-лиге в ворота «Ньюкасл Юнайтед», «Ливерпуль» выиграл 3:0.
8 апреля 2010 года Лукас забил свой второй гол за «Ливерпуль» в еврокубках, забив в четвертьфинале Лиги Европы УЕФА в ворота «Бенфики».
В предсезонных играх перед сезоном 2010/11 Лукас стал капитаном молодой команды против «Грассхоппера». 16 сентября 2010 года Лукас забил свой шестой гол за «Ливерпуль» вскоре после замены Райана Бабеля в первом матче группового этапа Лиги Европы УЕФА против «Стяуа». 13 ноября 2010 года Лукас был удалён во второй раз за свою карьеру в «Ливерпуле» после того, как ему показали вторую жёлтую карточку в компенсированное время в матче, где «Ливерпуль» проиграл «Сток Сити» 0:2. 30 марта 2011 года Лукас подписал новый долгосрочный контракт с «Ливерпулем». В сезоне 2010/11 Лукас был признан лучшим игроком команды.
1 декабря 2011 года Лукас получил травму передней крестообразной связки после столкновения с Хуаном Мата во втором матче с «Челси» в четвертьфинале Кубка Футбольной лиги. 10 апреля 2013 года Лукас подписал с клубом новое долгосрочное соглашение.
8 ноября 2015 года Лукас был капитаном команды в матче Премьер-лиги против «Кристал Пэлас». 26 января 2016 года Лукас провел свой 300-й матч за «Ливерпуль» против «Сток Сити» в полуфинале Кубка Футбольной лиги на «Энфилде». 28 февраля 2016 года Лукас сыграл в финале Кубка Футбольной лиги против «Манчестер Сити». Он был одним из трёх футболистов «Ливерпуля», которые не смогли забить с одиннадцати метров, когда команда проиграла со счетом 1:3 в серии пенальти. 18 января 2017 года Лукас забил свой первый гол за клуб за шесть лет в переигровке третьего раунда Кубка Англии против «Плимута».
В составе «красных» бразильский хавбек провёл почти 350 матчей. Конец сезона ознаменовал завершение десятого года Лукаса в составе «Ливерпуля». Во время празднования Лукас устроил званый обед в его честь и получил особую награду, врученную ему легендой клуба Кенни Далглишем на церемонии награждения после окончания сезона в «Ливерпуле».

#### «Лацио»
18 июля 2017 года перешёл в итальянский «Лацио» за 5 млн фунтов. 13 августа 2017 года Лукас дебютировал за римский клуб в Суперкубка Италии против «Ювентуса». Первый гол за клуб Лукас забил в заключительном матче группового этапа Лиги Европы УЕФА против «Зюлте-Варегем». 15 марта 2018 года Лукас забил гол в выездной игре Лиги Европы УЕФА в ворота «Динамо Киев», обеспечив победу своей команде и выход в четвертьфинал турнира.
В первом сезоне за «Лацио» Лукас отыграл 50 матчей и смог забить 4 гола.

### Международная
В октябре 2006 года он провёл два товарищеских матча в составе первой сборной Бразилии (Лукас оказался самым молодым игроком сборной в этих матчах и одним из лишь двух футболистов, которые не были легионерами). Однако эти матчи не были признаны FIFA официальными, а потому до августа 2007 считалось, что за первую сборную он не играл.
Лукас был капитаном сборной Бразилии для игроков младше 20 лет и привёл её к победе в Чемпионате Южной Америки в своей возрастной категории в 2007 году. Ожидалось, что будет её капитаном и на Чемпионате мира среди игроков младше 20 лет, но из-за травмы он не смог принять в нём участие.
22 августа состоялся официальный дебют Лукаса Лейвы в первой сборной Бразилии — он вышел на замену в матче с Алжиром. В составе олимпийской команды Лукас принял участие в Олимпийских играх в Пекине. Бразилия дошла до полуфинала. где с разгромным счётом уступила своим принципиальным соперникам из Аргентины. Лукас в конце этого матча получил красную карточку и был удалён за фол на своём партнёре по «Ливерпулю» Хавьере Маскерано. В матче за третье место бразильцы оказались сильнее бельгийцев и завоевали бронзовые медали.

## Достижения

### Командные
«Гремио»
- Чемпион Бразильской Серии «Б»: 2005
- Чемпион штата Риу-Гранди-ду-Сул: 2006, 2007
- Финалист Кубка Либертадорес: 2007

 «Ливерпуль»
- Кубок Английской лиги: 2011/12

 «Лацио»
- Обладатель Кубка Италии: 2018/19
- Суперкубок Италии (2): 2017, 2019

 Бразилия
- Победитель Чемпионата Южной Америки для игроков младше 20 лет: 2007
- Бронзовый призёр Олимпийских игр: 2008

### Личные
- Игрок года в Бразилии: 2006

## Личная жизнь
- В июле 2009 года Лукас женился на своей избраннице — Ариане, в соборе Святой Терезы в Порту-Алегри. На торжество собралось около 400 гостей. Среди приглашенных были такие футболисты, как Диего Кавальери, Фабио Аурелио и Алешандре Пато.
- 19 марта 2011 года в одном из Ливерпульских госпиталей Ариана родила Лукасу сына. Ребёнка назвали Педро. В связи с этим, когда в очередном матче Английской Премьер-Лиги «Ливерпуль» обыграл на выезде «Сандерленд» со счётом 2:0, партнёры Лукаса по команде, Дирк Кёйт и Луис Суарес, отмечая свои голы раскачивали вымышленного ребёнка, давая понять, что тепло поздравляют новоиспечённого отца.